# Eremulus baliensis
Eremulus baliensis är en kvalsterart som beskrevs av Hammer 1982. Eremulus baliensis ingår i släktet Eremulus och familjen Eremulidae. Inga underarter finns listade i Catalogue of Life.